# Leng Tch'e (groupe)
Pour les articles homonymes, voir Leng Tch'e.
Leng Tch'e est un groupe belge de grindcore, originaire de Gand, en Flandre. Le style musical du groupe mêle grindcore, death metal, stoner rock et metalcore.

## Histoire
Le groupe est formé en 2001, et son nom vient de ling-chi (凌遲), une méthode de torture et de mise à mort officiellement utilisée en Chine jusqu'en 1905. Leng Tch'e signe un contrat avec Relapse Records en mars 2006, prévoyant une date de sortie estivale pour le nouvel album The Process of Elimination. Le groupe joue en mai 2006 sur la côte est des États-Unis aux côtés d'Impaled, de Malignancy et Aborted. Le groupe s'associe à Fuck the Facts et Beneath the Massacre pour une tournée canadienne en 2006.
Le 9 mars 2007, un nouvel album, Marasmus, sort sur Relapse Records. Certains commentateurs ont noté que l'album était plus proche du son deathcore. En 2010, le groupe accueille le batteur Tony van den Eynde.

## Influences
La page Myspace du groupe cite Regurgitate, Hemdale, Nasum et Blood Duster comme influences formatrices pour le groupe. Jan Hallaert a également cité Hateplow, Bury Your Dead, Burnt by the Sun, Yob, The Sword, Converge, Neurosis, Mastodon, Aborted, Ringworm, Morbid Angel, Hatebreed, Torche, Suffocation, Fu Manchu, et Cephalic Carnage.

## Discographie
- 2002 : Death by a Thousands Cuts (Spew Records)
- 2003 : Man Made Predator (Willowtip Records)
- 2005 : The Process of Elimination (Relapse Records)
- 2007 : Marasmus (Relapse Records)
- 2010 : Hypomaniac (Season of Mist)
- 2017 : Razorgrind (Seasons of Mist)